# Nekhaika
Nekhaika (en rus: Нехайка) és un poble del krai de Perm, a Rússia, que el 2010 tenia 3 habitants.